# Karaabdülbaki, İzmit
Karaabdülbaki là một xã thuộc thành phố İzmit, tỉnh Kocaeli, Thổ Nhĩ Kỳ. Dân số thời điểm năm 2010 là 527 người.